# Napoleone Papini
Napoleone Papini (Fabriano, 16 dicembre 1856 – Patagones, 6 aprile 1925) è stato un anarchico italiano.

## Biografia
Di famiglia repubblicana, internazionalista, subisce il primo arresto nel 1874 per cospirazione; si lega allora alla Federazione Umbro-Marchigiana dell'Internazionale (di cui poi diventa responsabile di spicco), scrivendo anche nel giornale Il Martello (da lui fondato, e dove, tra i primi a farlo, ospita scritti di Michele Bakunin). 
A Bologna si riunisce ad Andrea Costa (che diventa direttore del giornale) nel 1877. Dopo vari moti, arresti e altre attività rivoluzionarie, si trasferisce alla fine  definitivamente a Patagones (ma le autorità italiane continuano a controllarlo), dove muore nel 1925.
A Fano un circolo culturale è a lui dedicato.